# 粘信士

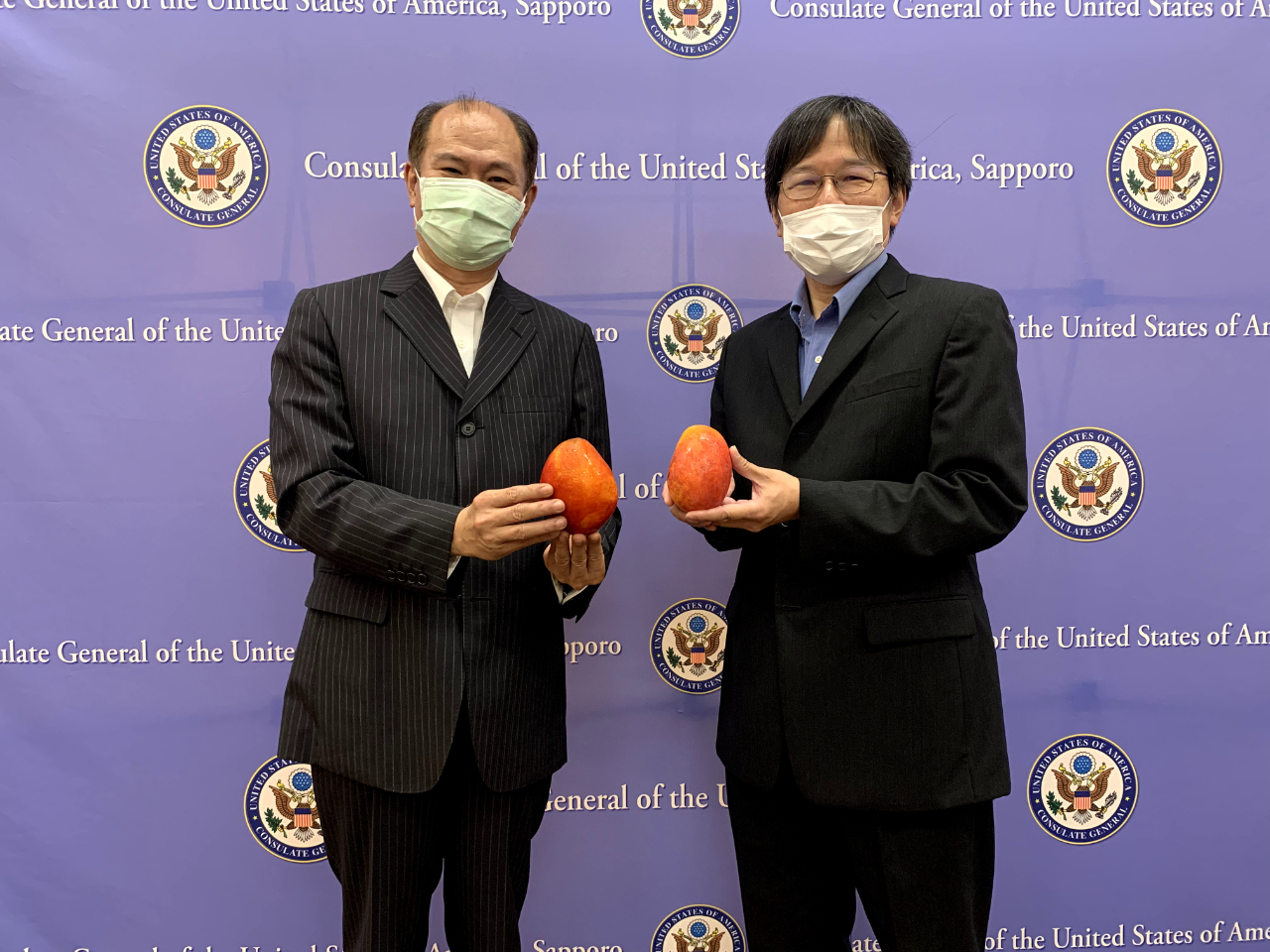
2021年8月，駐札幌處長粘信士會見美國駐札幌總領事Andrew Lee。

粘信士（1963年—），中華民國外交官、政府官員。畢業於中國文化大學東方語文學系日文組學士、早稻田大学政治學研究科碩士。曾任臺北駐日經濟文化代表處主事、外交部研究設計會科員、臺北駐大阪經濟文化辦事處福岡分處秘書、外交部亞東太平洋司科長、臺北駐大阪經濟文化辦事處組長、外交部新聞文化司／秘書處專門委員、亞東關係協會副秘書長、臺北駐日經濟文化代表處那霸分處／橫濱分處總領事銜處長、外交部東部辦事處長等職務，現任臺北駐日經濟文化代表處札幌分處總領事銜處長。

## 職業生涯
2009年12月，臺北駐日經濟文化代表處札幌分處成立，亞東關係協會副秘書長粘信士表示，2008年前往北海道旅遊的臺灣觀光客有30萬人次，佔當地外國觀光客首位，「我們成立札幌辦事處，除呼應與北海道的實際交流需要，並可就近提供我國人領務及急難救助服務，並可進一步加強我國與北海道雙邊經貿、產業及文化交流。」
2012年4月，臺灣華信航空首航臺中↔那霸航線，沖繩縣廳舉辦歡迎典禮，由沖繩縣知事仲井真弘多主持，駐那霸分處長粘信士並宣讀駐日本代表馮寄台的賀詞。
2013年6月，沖繩縣那霸市的久米至聖廟（孔庙）舉辦落成典禮，沖繩縣知事仲井真弘多、那霸市長翁長雄志應邀致詞，駐那霸分處長粘信士則為「至聖廟」匾額揭幕。
2013年11月，駐那霸分處長粘信士將調任駐橫濱分處長，在離任前赴沖繩縣廳會見知事仲井真弘多，粘信士對於仲井真弘多致力於協助臺沖交流表達感謝，仲井真弘多則頒發感謝狀，感謝粘信士對擴大臺沖交流的努力與貢獻。

## 外部連結
- 中央社. . 聯合新聞網. 2021年10月27日  [2022年2月19日]. （原始内容存档于2022年2月19日）.